# Alexander Konstantinowitsch Heins

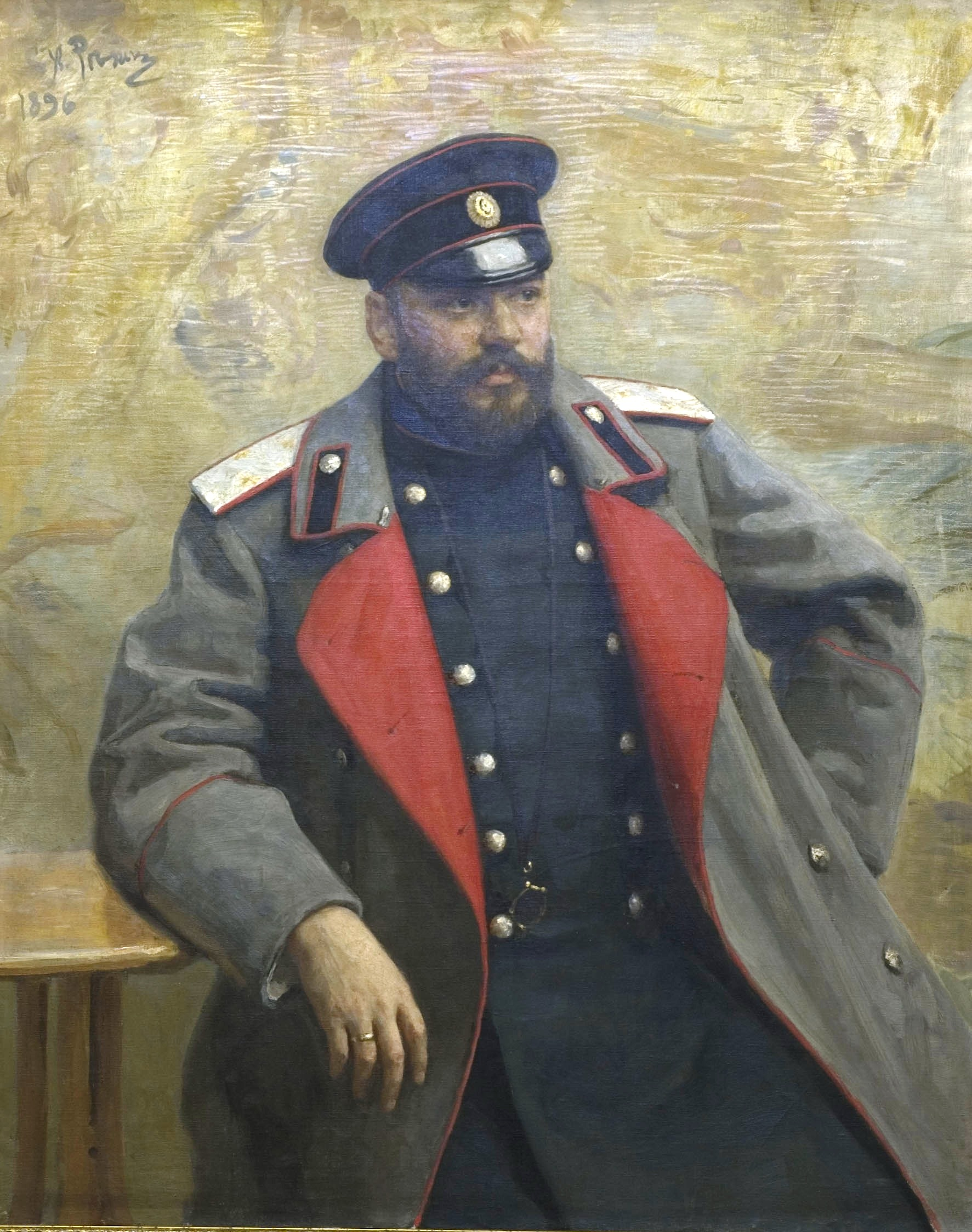
Alexander Konstantinowitsch Heins (I. J. Repin, 1896, Kunstmuseum Tatarstan, Kasan)

Alexander Konstantinowitsch Heins (russisch Александр Константинович Гейнс; * 21. Augustjul. / 2. September 1834greg.; † 29. Dezember 1892 in Nizza) war ein russischer Generalleutnant der Kaiserlich Russischen Armee und Ethnograph.

## Leben
Heins stammte aus einer Adelsfamilie des Gouvernements Estland. Sein jüngerer Bruder Wladimir Konstantinowitsch Heins war mit dem Pseudonym William Frey ein bekannter Schriftsteller.
Heins absolvierte das Polozker Kadettenkorps und das Adelsregiment. Im August 1853 trat er als Praporschtschik in die 13. Artillerie-Brigade ein. Im September 1854 wurde er zum Podporutschik befördert.
Im Krimkrieg (1853–1856) wurde Heins auf eigenen Wunsch in das belagerte Sewastopol geschickt und kam zum Chef der Verteidigung Sewastopols Generalmajor Eduard Totleben. Im April 1855 erlitt er eine Kopfverletzung mit Augenschaden. Er zeichnete sich bei den feindlichen Angriffen aus und wurde zum Porutschik befördert.
Heins studierte 1857–1865 in St. Petersburg an der Generalstabsakademie. Er nahm am polnischen Januaraufstand 1863/1864 teil und zeichnete sich im Februar 1863 in der Schlacht bei Siemiatycze aus. Es folgten die Beförderungen zum Oberstleutnant im Februar und zum Oberst im Dezember 1863. Auch untersuchte er die Gründe für den Aufstand und berichtete darüber dem Statthalter Großfürst Konstantin Nikolajewitsch.
Im Mai 1865 kam Heins in die Hauptverwaltung des Generalstabs, um besondere Aufträge zu übernehmen und Studien durchzuführen. Bald kam er in die Gesetzgebende Kommission für den Aufbau in der Steppenregion und wurde nach Zentralasien geschickt. In den Jahren 1865 und 1866 studierte er die Besonderheiten der Landwirtschaft in den kasachischen Steppen und das Rechtswesen der Kasachen. In seinen Kirgisischen Skizzen beschrieb er den Bau der russischen Stanizen Ust-Kamenogorsk, Semipalatinsk, Petropawlowsk, Kokpektinskaja, Ajagus, Kapalskaja u. a., die Festungen Orenburg, Ischimskoje und Irtyschsk und die Buchtarma-Festungslinie. Er behandelte die russisch-kasachischen 'Beziehungen im Siebenstromland. Er beschrieb die Ruinen des buddhistischen Klosters Ablaikit und die Gräber am Lepsi. Er lieferte biografische Informationen über den kasachisch-russischen Ethnographen Tschokan Walichanow.
Ab Januar 1867 war Heins Chef der 8. Abteilung des Generalstabs mit Beförderung zum Generalmajor im Juli 1867. In dieser Zeit lernte er den Maler Wassili Wereschtschagin kennen. Im Juli 1867 wurde Heins als bester Kenner der kirgisischen Steppe vom Generalgouverneur von Turkestan Konstantin von Kaufmann zum Leiter seiner Kanzlei ernannt. Heins nahm 1867–1868 an den Feldzügen der russischen Armee gegen das Emirat Buchara und das Khanat Chiwa teil. Auch war Heins an der Vorbereitung einer Gerichts- und Verwaltungsreform für dieses Gebiet beteiligt.
1869 wurde Heins ein Landgut im Königreich Polen verliehen. Aufgrund einer Erkrankung erhielt er einen einjährigen Urlaub und ließ sich im Ausland behandeln. Ab 1870 arbeitete er für das Verkehrsministerium und verfasste ein ausführliches Werk über den Handel am Asowschen Meer.
Heins war 1878–1880 Bürgermeister von Odessa und 1880–1882 Kasaner Gouverneur, wo er nach der harten Herrschaft Nikolai Skarjatins im Rahmen der Reformen Alexanders II. die Selbstverwaltungsaktivitäten förderte. 1881 wurde er zum Generalleutnant befördert. Er öffnete  den Gouverneurspalast für Konzerte der Kasaner Musikfreunde und ließ 1882 Telefone in Kasan installieren.
Aufgrund seines schlechten Gesundheitszustands wurde Heins 1882 aus dem aktiven Dienst entlassen und wurde 1885 Generalstabsreserveoffizier. Er lebte größtenteils in Westeuropa. In Kasan hatte er die reiche Philanthropin und Mäzenin Olga Alexandrowa kennengelernt, die er 1890 heiratete.
Heins verfasste 1891 eine erste Version der Verwaltungsordnung für die Steppenoblasts. Er arbeitete wissenschaftlich für das Innenministerium. Er war Mitglied der Russischen Geographischen Gesellschaft und der Kaiserlichen Gesellschaft der Freunde der Naturwissenschaft und Ethnographie. Er schenkte dem Museum der Akademie der Wissenschaften seine turkestanischen Sammlungen und der Kaiserlichen Öffentlichen Bibliothek seine arabischen, persischen, türkischen und tatarischen Handschriften.
Nikolai Sewerzow hatte 1873 die Wildschaf-Art Ovis heinsii Sewertz nach Heins benannt. Wassili Oschanin hatte 1871 eine Insektenart des Serafschan-Tals nach Heins benannt (Palethrocoris heinzii Oshanin, 1871).
Heins starb am 29. Dezember 1892 in Nizza. Auf Antrag seiner Witwe wurde er auf ihre Kosten nach Russland überführt und in Kasan bestattet.

## Ehrungen
- Russischer Orden der Heiligen Anna III. Klasse mit Schwertern (1855), I. Klasse (1871), dazu Kaiserkrone (1873)
- Sankt-Stanislaus-Orden II. Klasse mit Schwertern (1856), mit Kaiserkrone und Schwertern (1863), I. Klasse (1869)
- Orden des Heiligen Wladimir IV. Klasse (1866), III. Klasse (1868), II. Klasse (1878)
- Montenegrinischer Orden Danilos I. für die Unabhängigkeit (1880)